# Palaeospinax
Palaeospinax is een geslacht van uitgestorven haaien, dat leefde van het Vroeg-Trias tot het Laat-Krijt.

## Beschrijving
Deze tweehonderdvijftig centimeter lange haai leek veel op een hondshaai met zijn korte snuit met onderstandige bek, die bezet was met veelpuntige tanden met verticale richels. De hoge hoofdspits werd geflankeerd door maximaal vier paar kleinere, laterale spitsen. De voorste tanden waren rechtopstaand en symmetrisch, maar deze symmetrie nam verder naar achteren in de bek, beduidend af. De laterale spitsen werden korter, terwijl de hoofdspits meer naar achteren boog. Op de rug bevond zich een korte rugvinstekel met ronde uitsteeksels, waarvan de zijkanten van email waren. Deze uitsteeksels waren aan de basis eveneens van email. Het dier had eenvoudige schubben, die niet doorgroeiden.

## Leefwijze
Dit dier was vermoedelijk een trage zwemmer en leefde in ondiepe wateren, waar het zich tegoed deed aan kleine vissen en bodembewonende, dunschalige ongewervelden.

## Vondsten
Fossielen van deze haai werden gevonden in Europa en Azië.